# Coefficient d'humidité hydrothermal de Selianinov
Le coefficient d'humidité hydrothermal de Selianinov  (CHT)  est une caractéristique du niveau d'humidité du territoire. Introduit par le climatologue russe Georgi Selianinov (1887-1966). Il est largement utilisé dans l'agronomie pour l'évaluation générale du climat et la répartition des zones de différents niveaux d'humidité afin de déterminer des recommandations pour développer certaines cultures agricoles.
Il est calculé par la formule {\displaystyle k={\frac {P\cdot 10}{\sum T}}} où :
- {\displaystyle P} est la quantité de précipitations en millimètres pendant une période avec des températures supérieures à +10 ° C
- {\displaystyle {\sum T}} est la somme des températures en degrés Celsius (° C) pour le même temps.

La frontière nord de la zone de steppe dans la partie européenne de la Russie est proche de l'isoligne CHT = 1, et le bord nord du semi-aride est limité par l'isoligne CHT = 0,5. En général, plus le CHT est bas, plus la zone sèche.
Classification des zones d'humidité selon la CHT:
- excessivement aride : (CHT >1.3);
- humide : (1.6< CHT<1.3);
- semi-aride : (1,3<- CHT< 1.0);
- aride :  (1.0<- CHT< 0.7);
- Très aride  ( 0,7< CHT< 0,4);
- Sèche : (CHT <0,4).

Les fluctuations des valeurs CHT pour les zones d'humidité instable sont significatives et sont associées à la précipitation inégale des précipitations.
Exemples de la CHT pour divers points géographiques: Simouchir = 4,4 [4];’’ Moscou = 1,4; Odessa = 0,7; Tachkent = 0,1.